# کشتی مین‌جمع‌کن کلاس وای‌ام‌اس-۱
کشتی مین‌جمع‌کن کلاس وای‌ام‌اس-۱ (به انگلیسی: YMS-1-class minesweeper) یک کلاس از کشتی است که طول آن ۱۳۶ فوت (۴۱ متر) می‌باشد.